# Ivan V của Nga
Ivan V Alekseyevich (tiếng Nga: Иван V Алексеевич, 6 tháng 9 [27 tháng 8 theo lịch cũ] năm 1666 – 8 tháng 2 [29 tháng Giêng theo lịch cũ] năm 1696) là Sa hoàng của nước Nga (đồng trị vì với em trai là Pyotr I), cai trị từ năm 1682 đến năm 1696. Ông là con trai của Sa hoàng Aleksei có với người vợ đầu là hoàng hậu Maria Miloslavskaya, còn người em trai Pyotr là con trai của người vợ thứ của Sa hoàng Aleksei, hoàng hậu Natalya Naryshkina. Ivan V thực tế chỉ là hoàng đế trên danh nghĩa, vì ông bị khuyết tật nghiêm trọng về thể chất và tinh thần. Ông thường ngồi yên trong nhiều giờ đồng hồ và cần giúp đỡ để có thể đi lại được.

## Niên thiếu và lên ngôi vua
Ivan V là đứa con thứ 12 của Sa hoàng Aleksei, nhưng ông chỉ có hai anh trai lớn tuổi hơn. Anh trai của ông, Alexei đã qua đời vào năm 1670 lúc 16 tuổi, và vì thế anh trai thứ hai, Fyodor III, đã trở thành Sa hoàng sau cái chết của cha mình. Tuy nhiên Fyodor III của Nga là một người hay bị bệnh và luôn đau đầu nhiều năm, và nhiều người sợ rằng ông ta sẽ không thể đẻ được một người thừa kế. Điều này có nghĩa là Ivan có thể chuẩn bị kế vị anh trai của mình như là Sa hoàng, điều này sẽ là một vấn đề vì ông này có những vấn đề về thể chất và tinh thần. May mắn thay, Ivan có một người em cùng cha khác mẹ, hoàng đệ Pyotr, người con của mẹ kế Natalia Naryshkina, rất khỏe mạnh về tâm trí và cơ thể. Trong suốt 6 năm thống trị của anh trai Ivan, Hoàng đế Fyodor III, nước Nga bị chia rẽ nghiêm trọng: Fyodor III được gia đình quý tộc Naryshkin của mẹ mình ủng hộ, trong khi Ivan và em trai Pyotr bị gạt ra khỏi danh sách thừa kế vì gia đình của người mẹ Miloslavskaya không có quan tâm nhiều đến chính trị Nga. Nhưng điều này là không xảy ra vì anh trai Fyodor đã chỉ định sẵn Ivan sẽ lên kế vị sau khi ông chết.
Tuy nhiên, những tham vọng của gia đình Naryshkin đã được bộc lộ ra ngay sau sự kiện năm 1682. Vào tháng 5/1682, Hoàng đế Fyodor III đột ngột qua đời mà không có người thừa kế. Lợi dụng cơ hội đó, các đối thủ và các triều thần khác đã lan truyền tin đồn rằng gia đình Naryshkins đã khiến Ivan bị siết cổ để cháu trai Pyotr mới 10 tuổi, có thể trở thành Sa hoàng. Tin đồn này làm nảy sinh cuộc nổi dậy của trung đoàn Streltsy năm 1682 làm khuynh đảo thành Moskwa. Những binh lính ủng hộ phe gia đình Miloslavsky và hoàng tử kế vị Pyotr đã tấn công và giết hại nhiều người thuộc gia đình Naryshkin. Ivan đã đứng ra hòa giải những người khởi loạn, nhưng sau cuộc nổi loạn này thì quyền cai trị nước Nga thực tế bị rơi vào tay người chị đầy tham vọng của hai hoàng đệ nhỏ tuổi là Sofia Alekseyevna của gia đình Miloslavsky. Sofia Alekseyevna sẽ đồng nhiếp chính khi hai em trai cùng lên ngôi Sa hoàng, để tránh việc dư luận có những suy nghĩ tiêu cực về bệnh tình của Ivan và những lục đục trong nội bộ hoàng gia.

## Sa hoàng và đồng cai trị
Vào ngày 25 tháng 6 năm 1682, chưa đầy hai tháng sau cái chết của Fyodor III, Ivan và Pyotr đều được trao vương miện trong Nhà thờ Dormition, cùng lên làm đồng Sa hoàng Nga. Khi hai vị tân hoàng đế còn nhỏ tuổi, người chị Sofia Alekseyevna lên làm Nhiếp chính Nga cùng với tình nhân là vương hầu Vasily Vasilievich Golitsyn. Trên thực tế, Sa hoàng Ivan V không có thực quyền gì, mọi quyết định của nước Nga đều do Sofia nắm giữ.
Thời Sofia cầm quyền, nước Nga vướng vào những xung đột trong nội bộ. Vào mùa thu năm 1682, Hoàng thân Ivan Andreyevich Khovansky (Tararui) - người bạn thân thiết của Sofia và là một trong những người lãnh đạo của quân nổi loạn Streltsy - đã quay lưng lại với bà. Được hỗ trợ bởi các tín đồ Tin Lành cũ, Khovansky - người được cho là muốn tự cài đặt mình làm vị lãnh đạo mới - yêu cầu đảo ngược mọi cải cách Giáo hội của Sofia làm bà và gia đình phải chạy trốn khỏi Moskva, cư trú tại Troitse-Sergiyeva Lavra. Cuối cùng, Sofia đã trấn áp được cái gọi là Khovanshchina (vụ Khovansky) với sự giúp đỡ của Fyodor Shaklovity, người kế vị Khovansky phụ trách quân đội Muscovie. Dẹp xong loạn lạc trong nội bộ, Sofia đã có một vài nhượng bộ với posads và nới lỏng các chính sách giam giữ đối với nông dân bỏ trốn, gây ra sự không hài lòng trong số các quý tộc. Cô cũng đã nỗ lực để tiếp tục tổ chức quân đội. Sofia chú ý đến xây dựng cung diên và nhà thờ theo phong cách baroque, bà cho thành lập Học viện Slavonic-Greek-Latin, cơ sở giáo dục bậc cao đầu tiên của Nga.
Đối ngoại ở bên ngoài của nước Nga diễn ra mạnh mẽ. Ở phía đông Nam, Sofia đàm phán và định biên giới Nga - Trung với Hoàng đế Trung Quốc là Khang Hi. Nguyên do là vào đầu năm 1640, nội bộ chính trị Trung Quốc có sự xáo trộn do sự thay đổi triều đại: nhà Minh đang sụp đổ và nhà Thanh, một triều đại của bộ tộc Mãn Châu vốn định cư ở Đông Bắc Trung Quốc tràn xuống, vượt Vạn Lý Trường Thành để vào Trung Quốc. Lợi dụng sự xáo trộn này, những người Nga sống dọc lưu vực sông Amur đã tiến vào các vùng đất phía Bắc do người Mãn Thanh làm chủ. Người Thanh không muốn sự có mặt của những kẻ xâm lược này nên đã đem quân tấn công người Nga. Bắt đầu từ năm 1639, quân Thanh tấn công vào các đạo quân Nga và thắng ở trận Gualar (5/1640) và trận Yaksa (9/1640) buộc Nga lui binh. Không bận tâm về chiến thắng của quân Thanh, Nhiếp chính Nga tổ chức các cuộc thám hiểm đó Poyarkov dẫn đầu đã khám phá ra thượng nguồn của dòng sông Jingkiri, sông Zeya ngày nay và sông Amur; cuộc viễn chinh sang Siberia của Khabarov nhưng cuộc viễn chinh này cũng rất khó khăn do sự chống đối kịch liệt của nhân dân địa phương. Lợi dụng điều này, quân Thanh lại bất ngờ tấn công thẳng vào các doanh trại của quân Nga ở khu vực gần Siberia và biên giới. Người Cossack Nga chiến đấu rất dũng cảm và đẩy lui nhiều đợt tấn công của quân Thanh, nhưng họ bị đại bại ở trận pháo đài Achansk (3/1652), buộc Khabarov phải rút lui. Tháng 3/1655, quân Thanh do Ming'andali chỉ huy đã bao vây thành pháo đài Komar của tướng Nga Onufriy Stepanov cùng 500 quân Cossacks. Quân Nga thất bại, pháo đài này về sau được Nga nhượng cho Trung Quốc theo hiệp ước 1689. Đến năm 1685, một viên tướng dũng cảm của nhà Thanh (từng phục vụ cho Trịnh Thành Công) đề nghị vua Thanh mở cuộc bao vây quân Nga ở thành Albazin. Cuộc bao vây diễn ra hơn một năm trời, hai đội quân sử dụng trang thiết bị quân sự và tiếp viện quân đội để tiến hành cuộc bao vây. Quân Thanh chiến đấu quyết liệt, chặn đứng nhiều cuộc vượt sông của quân Nga vào pháo đài. Cuối cùng, vì sợ Nga sẽ cử đại sứ là F. Golovin sáng lôi kéo Mông Cổ vào cuộc bao vây này, Khang Hi ra lệnh cho quân đội rút lui. Hai nước cử đại diện ra ký hiệp ước: Sa hoàng Nga Ivan V cử Fyodor Golovin và Khang Hi cử Songgotu. Hai đại diện hai nước cùng ký Hiệp ước Nerchinsk vào ngày 27 tháng 8 năm 1689 (Nerchinsk là tên một pháo đài mà tướng Nga Pashkov lập năm 1654 ở miền nam Nga dùng để quản lý các khu định cư dọc biên giới Nga - Trung; nay là thị trấn thuộc tỉnh cùng tên). Hiệp ước này có 6 điều khoản được viết bằng ba loại chữ Latinh, trong đó quy định sông Amur là biên giới tự nhiên giữa Nga và Trung Quốc, pháo đài Albazin phải bị phá hủy. Thương mại giữa hai nước sẽ diễn ra bình thường.
Với các nước ở châu Âu, nhiếp chính Sofia và Golitsyn quyết định một chính sách hòa bình với các quốc gia này. Sofia phái sứ thần đi Thụy Điển, Ba Lan, Đan Mạch và Áo, thuyết phục các nước này chấp nhận chính sách hòa bình của Nga. Theo chính sách hòa bình này, Nga đạt được thỏa thuận với vua Ba Lan Jan III Sobieski về việc liên minh với Áo để chống Đế quốc Ottoman, đổi lại Ba Lan sẽ trao Kiev cho Nga. Năm 1685 - 1686, Nga liên minh với các nước Ba Lan, Áo và hãn quốc Krym cùng chống Ottoman. Chiến sự ở Krym diễn ra ác liệt, nước Nga đã phải ban hành tổng động viên binh lính vào cuộc chiến. Tuy nhiên Golitsyn không có kinh nghiệm quân sự nào nên chỉ huy quân đội quá tồi, quân Nga liên tiếp thất bại. Mặc dù vậy, Golitsyn báo cáo về Moskva rằng Nga đã chiến thắng, rằng vua Tatar vì quá kinh hãi đã tháo chạy về vùng rừng núi của Krym. Golitsyn về đến Moskva ngày 14 tháng 9 năm 1686 để được tuyên dương như là anh hùng. Sự thực là, Golitsyn bị mất 45.000 quân mà không hề trông thấy bóng dáng người lính Tatar nào. Đến mùa xuân năm 1688, quân của hãn Krym lại tấn công, cướp phá Ukraina, đe dọa các thành phố Poltava và Kiev, rồi bắt 60.000 người lê lết đi theo kỵ binh của họ. Bị buộc phải tiếp tục cuộc chiến, Golitsyn thông báo mở chiến dịch thứ hai, tuyên bố rằng chỉ chấp nhận hòa bình khi cả bờ Biển Đen được nhường cho Nga và quân Tatar bị đẩy ra khỏi Krym. Nhưng Golitsyn càng chỉ huy thì quân Nga càng thất bại. Một lần nữa, Golitsyn quyết định rút quân. Một lần nữa, báo cáo gửi về Moskva báo tin chiến thắng trong khi quân Nga mất 35.000 người: 20.000 tử trận, 15.000 làm tù binh. Một lần nữa, Sofia ca ngợi vị Tư lệnh chiến dịch như là anh hùng.
Các thất bại liên tiếp ở Krym đã làm Sofia đã bị mất uy tín nghiêm trọng. Nhờ sự ủng hộ của đông đảo quý tộc, sự hỗ trợ đắc lực của 2 quân đoàn cấm vệ và các sĩ quan trong vệ đội hoàng gia, Pyotr tiến hành đảo chính vào ngày 17/8/1689. Kết quả là Sofia bị lật đổ, bị tước bỏ hoàn toàn quyền hành rồi sau này bị đưa vào nữ tu viện Novodevichy rồi chết tại đó. Từ đó, dù trên danh nghĩa, Ivan V và Pyotr tiếp tục trị vì bên nhau nhưng trên thực tế quyền hành hoàn toàn do Pyotr nắm. Trong suốt 7 năm sau đó, Ivan V hoàn toàn bị lu mờ bởi hoàng đệ Pyotr tràn đầy năng lượng hơn. Ông đã trải qua những ngày tháng với vợ, Praskovia Saltykova chăm sóc. Ivan chủ yếu "ăn chay và cầu nguyện cả ngày lẫn đêm". Ông và vợ đã có với nhau 5 cô con gái, trong đó con gái thứ tư của ông là Anna sẽ là Sa hoàng Nga trong tương lai.

## Cái chết và sự kế thừa
Ở tuổi 27, Ivan đã được các đại sứ nước ngoài miêu tả như là người già, tàn tật và gần như mù lòa. Ông qua đời hai năm sau đó, vào ngày 8 tháng 2 năm 1696, và được chôn tại Nhà thờ Archangel. Ông có 5 cô con gái, tất cả đều là cháu của vua em Pyotr. Pyotr trở thành vị vua duy nhất cai trị nước Nga, đưa quốc gia này bước vào kỷ nguyên phương Tây hóa.
Năm 1730, hơn 30 năm sau cái chết của Ivan, con gái thứ hai của ông, Anna, vợ của Công tước xứ Courland đã được hội đồng Duma cử lên ngôi. Bà đã cai trị hơn 10 năm, và được kế vị bởi cháu nội của Ivan là Ivan VI của Nga, nhưng một cuộc đảo chính vào năm 1741 bởi cháu gái của Ivan, Elizaveta của Nga đã dẫn tới việc triệt tiêu dòng họ chính thống của Pyotr Đại đế